# Dorothy Chandler Pavilion
El Dorothy Chandler Pavilion és un dels auditoris del complex Los Angeles Music Center, un dels tres centres artístics més gran dels Estats Units. Els tres altres auditoris al complex són el Mark Taper Forum, el Ahmanson Theatre, i el Walt Disney Concert Hall. Des que es va inaugurar el Disney Hall l'octubre de 2003, l'auditori és la seu de l'Òpera de Los Angeles i del Music Center Dance. Abans ho havia estat de l'Orquestra Filharmònica de Los Angeles.

## L'edifici
El Dorothy Chandler Pavilion és un impressionant edifici que compta amb 3197 seients, repartits en quatre elegants nivells. L'auditori està dividit en diverses seccions: 
- l'Orquestra (dividit al seu torn en Primera Orquestra, Orquestra Central, Orquestra Principal i Arc d'Orquestra)
- l'Amfiteatre (dividit en el Gran Amfiteatre i l'Amfiteatre dels Fundadors)
- les Llotges (dividides en Llotges Frontals i Llotges del darrere)
- la Galeria (dividida en Galeria Frontal i Galeria Del darrere).

La construcció va començar el 9 de març de 1962, i va ser lliurat el 27 de setembre de 1964. L'edifici va adoptar el nom de Dorothy Buffum Chandler que va emprar tots els seus esforços a construir una llar per a la Filharmònica de Los Angeles i a rejovenir les arts interpretatives a la ciutat.

## Inauguració
El concert inaugural va tenir lloc el 6 de desembre de 1964, amb Zubin Mehta dirigint a la Filharmònica de Los Angeles i la interpretació solista de Jascha Heifetz. El programa incloïa les obres Fanfare de Richard Strauss, American Festival Overture de William Schuman, Festes Romanes de Ottorino Respighi, i el Concert per a violí de Beethoven.
Abans de la creació de la companyia d'òpera de Los Angeles, la New York City Opera solia fer ús de l'escenari quan visitava la ciutat. En una d'aquestes visites, el 1967, el programa constava de dues representacions de Madama Butterfly, una de La Traviata i dues del Don Rodrigo de Ginastera, totes elles amb Plácido Domingo com a tenor principal.

## Els Oscars
L'Acadèmia de les Arts i les Ciències Cinematogràfiques va celebrar el seu Lliurament Anual de Premis al Dorothy Chandler Pavilion entre 1969 i 1987, i en les edicions celebrades en els anys 1990, 1992, 1993, 1994, 1996, sent l'última vegada que va tenir lloc allí, l'edició de 1999.